# Francina Armengol Socías
Francesca Lluc Armengol Socías, bekend als Francina Armengol (Inca, 11 augustus 1971) is een Spaans politica van de socialistische partij PSOE en sinds 17 augustus 2023 voorzitster van het Congres van Afgevaardigden, het lagerhuis van de Cortes Generales, het Spaanse parlement, tijdens de vijftiende legislatuurperiode.
Van 2007 tot 2011 was ze voorzitster van de eilandraad van Mallorca, en van 2015 tot 2023 was ze presidente van de regio Balearen. Ze was de eerste vrouw die deze functie heeft uitgeoefend.
Armengol werd op 17 augustus 2023 tot parlementsvoorzitter gekozen met de steun van de regionale partijen uit Catalonië, Baskenland en Galicië. In de onderhandelingen vooraf was overeengekomen, dat de talen uit die regio's de status van officiële parlementaire taal zouden krijgen. Direct na de aanvaarding van het voorzitterschap gaf Armengol te kennen, dat de Cortes onder haar leiding meertalig zullen zijn.